# Verdrag inzake conventionele strijdkrachten in Europa
Het Verdrag inzake conventionele strijdkrachten in Europa (Treaty on Conventional Armed Forces in Europe (CFE)) is een internationale overeenkomst die dateert van de laatste jaren van de Koude Oorlog. Het verdrag stelt een limiet aan de hoeveelheid militair materieel in Europa en verplicht tot de vernietiging van overtollige wapens. Het verdrag stelt gelijke limieten voor zowel de NAVO als de landen van het Warschaupact.

## Deelnemende landen

### Ondertekening
Het verdrag werd ondertekend in Parijs op 19 november 1990 door 22 landen. Deze werden verdeeld in twee groepen:
- De 16 NAVO-landen: België, Canada, Denemarken, Frankrijk, Duitsland, Griekenland, IJsland, Italië, Luxemburg, Nederland, Noorwegen, Portugal, Spanje, Turkije, Groot-Brittannië en de Verenigde Staten.
- De zes landen van het Warschaupact: Bulgarije, Tsjecho-Slowakije, Hongarije, Polen, Roemenië en de Sovjet-Unie.

### Bekrachtiging
Het verdrag werd echter bekrachtigd door 30 landen in plaats van 22. Dat komt doordat in 1991 de Sovjet-Unie en het Warschaupact uiteenvielen en Tsjecho-Slowakije werd opgesplitst in Tsjechië en Slowakije.

## Inhoud

### Troepenplafonnering
Het verdrag stelt duidelijke plafonds voor beide partijen (de NAVO-landen en de landen van het Warschaupact). Beide kanten mochten niet meer bezitten dan:
- 20.000 tanks
- 20.000 stuks artillerie
- 30.000 gepantserde gevechtsvoertuigen
- 6800 gevechtsvliegtuigen
- 2000 gevechtshelikopters

Overtollige wapens moesten worden vernietigd. Vijfentwintig procent van de vernietiging moest plaatsvinden voor het einde van het eerste jaar, zestig procent binnen twee jaar. Na drie jaar moest het verdrag volledig zijn uitgevoerd.

### Einde van het verdrag
In 2007 schortte Rusland zijn deelname aan het verdrag op. President Poetin vond dat het verdrag verouderd was. Het zou het Russische leger te veel beperkingen opleggen. Het feit dat de NAVO van plan was onderdelen van een raketschild te plaatsen in Tsjechië en Polen zal waarschijnlijk hebben meegespeeld bij de reactie van Rusland.
In November 2023, tijdens de Russisch-Oekraïense oorlog, zegde Rusland het verdrag formeel op, naar eigen zeggen omdat de veiligheid in Europa in het gedrang kwam door de uitbreiding van de NAVO. De aansluiting van Zweden en Finland bij de NAVO zouden daarbij de 'doodsteek' gevormd hebben.
Als gevolg daarvan schortte de NAVO kort daarop ook zijn deelname op, naar eigen zeggen omdat de naleving al sinds 2007 niet meer gecontroleerd kon worden. Rusland zou bovendien al geruime tijd de voorwaarden met de voeten treden.
België heeft de werking van dit Verdrag opgeschort met ingang van 7 februari 2024.